# Fabio Carpi
Fabio Carpi (Milano, 19 gennaio 1925 – Parigi, 26 dicembre 2018) è stato un regista, sceneggiatore, scrittore e critico cinematografico italiano.

## Biografia
Carpi iniziò la sua carriera negli anni '40 come critico cinematografico per i quotidiani Libera Stampa e L'Unità. Nel 1951 si trasferì in Brasile, dove intraprese l'attività di sceneggiatore, attività che continuò anche dopo il ritorno in Italia nel 1954, e che lo portò a collaborare con registi quali Antonio Pietrangeli, Dino Risi e Vittorio De Seta. Nel 1971 vinse un Nastro d'argento per la  sceneggiatura del film di Nelo Risi Diario di una schizofrenica. Dopo un esordio dietro la macchina da presa nel 1968 per un breve documentario televisivo, il suo debutto ufficiale alla regia avvenne nel 1972 con il film drammatico Corpo d'amore.
Negli anni 70 fu uno degli autori intervistatori del programma radiofonico Le interviste impossibili.
Fu anche saggista e si cimentò nella narrativa. Il suo romanzo Patchwork vinse il Premio Bagutta nel 1998.
Morì sul finire del 2018 a Parigi.

## Filmografia

### Sceneggiature
- Uma Pulga na Balança, regia di Luciano Salce (1953)
- Floradas na serra, regia di Luciano Salce (1954)
- Le streghe, episodio "Una sera come le altre", regia di Vittorio De Sica (1967)
- Vedo nudo, regia di Dino Risi (1969)
- Un'estate, un inverno, regia di Mario Caiano (1971)

### Regie cinematografiche
- Corpo d'amore (1972)
- L'età della pace (1974)
- Quartetto Basileus (1983)
- Barbablù, Barbablù (1987)
- L'amore necessario (1991)
- La prossima volta il fuoco (1994)
- Nel profondo paese straniero (1997)
- Nobel (2001)
- Le intermittenze del cuore (2003)

### Regie televisive e documentari
- Zavattini, parliamo tanto di me (documentario dedicato a Cesare Zavattini, 1966)
- Le ambizioni sbagliate (riduzione televisiva dell'omonimo romanzo di Alberto Moravia, 1983)
- I cani di Gerusalemme (film tv, 1984)
- Musatti, matematico veneziano (documentario dedicato allo psicanalista Cesare Musatti, 1986)

## Pubblicazioni
- Astarte (1944)
- Ancora annota Europa (1944)
- Libera scelta (1957 Mantovani)
- Le vacche svizzere (1957 Carucci)
- Dove sono i cannibali (1958 Lerici)
- Cinema italiano del dopoguerra (1958 Schwarz)
- Michelangelo Antonioni (1962 Guanda)
- I luoghi abbandonati (1962 Mondadori, 2013 editori internazionali riuniti)
- Relazioni umane (1964 Mondadori)
- La digestione artificiale (1967 Mondadori)
- Il circo di Pechino (1977 Cooperativa scrittori)
- Mabuse (1982 Bompiani)
- I cani di Gerusalemme (1984 Feltrinelli, 2021 Kappalab, con Luigi Malerba)
- L'animale malato (1986 Carucci)
- Nevermore (1995 Baldini & Castoldi)
- Patchwork (1998 Bollati Boringhieri, vincitore del premio Bagutta)
- Bonaparte (2006 Portaparole)
- L'ultima tappa del giro di Francia (2008 Aragno)
- Come sono andate le cose (2006 Aragno)
- Pulce secca (2009 Greco & Greco)
- Come ho fatto i miei film. diari. primo volume (2011 Portaparole)
- Il grande ballo della letteratura (2013 editori internazionali riuniti)
- Il cinema secondo me (2013 editori internazionali riuniti)
- Una voce superflua nel coro (2014 editori internazionali riuniti)